# Mount Jennings
Mount Jennings är ett berg i Antarktis. Det ligger i Östantarktis. Nya Zeeland gör anspråk på området. Toppen på Mount Jennings är 2 800 meter över havet, eller 178 meter över den omgivande terrängen. Bredden vid basen är 1,5 km.
Terrängen runt Mount Jennings är kuperad åt nordväst, men åt sydost är den bergig. Trakten är obefolkad. Det finns inga samhällen i närheten.